# Колективна зброя збройних сил США
Список колективної зброї Збройних сил США — перелік зброї, що перебуває на озброєнні Збройних сил Сполучених Штатів Америки й класифікується такою, що застосовується (обслуговується) штатним підрозділом (парою військових, екіпажем, командою, групою, обслугою тощо).

## Стрілецька колективна зброя

### Кулемети
| Назва        | Фото    | Тип                      | Версії                                                                                               | Калібр               | На озброєнні                 | Країна-виробник | Прим.                             |
| ------------ | ------- | ------------------------ | --- | -------------------- | ---------------------------- | --------------- | --------------------------------- |
| M249         | ceneter | ручний кулемет           | | 5,56×45 мм НАТО      | Армія, ПС, КМП, ВМС          | Бельгія / США   |                                   |
| FN Mk48      | ceneter | ручний кулемет           | | 7,62×51 мм НАТО      | ССО                          | Бельгія / США   |                                   |
| M240         |         | єдиний кулемет           | M240C, M240L, M240E5/M240H                                                                           | 7,62×51 мм НАТО      | КМП                          | США             |                                   |
| M240G        |         | єдиний кулемет           | M240C, M240L, M240E5/M240H                                                                           | 7,62×51 мм НАТО      | КМП                          | США             | удосконалена версія M240          |
| M60          |         | єдиний кулемет           | M60C, M60D, M60E4                                                                                    | 7,62×51 мм НАТО      | Армія, ПС, КМП, ВМС, БО      | США             | Планується заміна на кулемет M240 |
| M60E3        |         | єдиний кулемет           | | 7,62×51 мм НАТО      | SEAL                         | США             |                                   |
| M134 Minigun |         | багатоствольний кулемет  | XM18 (для ПС США — SUU-11/A), XM18E1/M18 (для ПС США — SUU-11A/A), M18E1/A1 (для ПС США — SUU-11B/A) | 7,62×51 мм НАТО      | Армія, ПС, КМП, ВМС, ССО     | США             |                                   |
| Browning M2  |         | великокаліберний кулемет | M2A1, M296, XM213/M213, XM218, GAU-15/A, GAU-16/A та GAU-18/A                                        | .50 BMG (12,7x99 мм) | Армія, ПС, КМП, ВМС, БО, ССО | США             |                                   |
| GAU-19       |         | багатоствольний кулемет  | GAU-19/B                                                                                             | .50 BMG              | Армія, ПС                    | США             |                                   |

### Снайперські гвинтівки
| Назва | Фото | Тип                                   | Версії                      | Калібр                 | На озброєнні    | Країна-виробник | Прим. |
| ----- | ---- | ------------------------------------- | --------------------------- | ---------------------- | --------------- | --------------- | ----- |
| M24   |      | снайперська гвинтівка                 | XM24A1, M24A2, M24A3, M24E1 | 7,62×51 мм НАТО        | ССО, КМП        | США             |       |
| M2010 |      | снайперська гвинтівка                 |                             | .300 Winchester Magnum | Армія           | США             |       |
| M107  |      | великокаліберна снайперська гвинтівка | M107A1, XM107               | Армія                  | 12,7×99 мм НАТО | США             |       |

## Авіаційне озброєння

### Авіаційні гармати
| Назва              | Фото | Тип                 | Версії                                        | Калібр | На озброєнні        | Країна-виробник | Прим. |
| ------------------ | ---- | ------------------- | --------------------------------------------- | ------ | ------------------- | --------------- | ----- |
| M61 «Вулкан»       |      | авіаційна гармата   | M61A1/A2 Vulcan/Mk 15 CIWS                    | 20 мм  | Армія, ПС, КМП, ВМС | США             |       |
| M197               |      | авіаційна гармата   |                                               | 20 мм  | КМП                 | США             |       |
| GAU-12 Equalizer   |      | авіаційна гармата   | GAU-22/A                                      | 25 мм  | ПС, КМП, ВМС        | США             |       |
| GAU-8 Avenger      |      | автоматична гармата | GAU-12/U Equalizer, GAU-13/A, Goalkeeper CIWS | 25 мм  | Армія, КМП, ВМС, БО | США             |       |
| M242 Bushmaster    |      | автоматична гармата | Mk 38 Mod 0, Mk 38 Mod 3                      | 30 мм  | ПС, КМП, ВМС        | США             |       |
| Mk44 Bushmaster II |      | автоматична гармата |                                               | 30 мм  | ПС, ВМС             | США             |       |
| M230               |      | автоматична гармата | M230LF та MAWS                                | 30 мм  | Армія               | США             |       |
| Bofors L60         |      | автоматична гармата |                                               | 40 мм  | Армія               | Швеція          |       |

## Гранатомети

### Автоматичні гранатомети
| Назва         | Фото | Тип                     | Версії                                             | Калібр        | На озброєнні             | Країна-виробник | Прим. |
| ------------- | ---- | ----------------------- | -------------------------------------------------- | ------------- | ------------------------ | --------------- | ----- |
| Mk 19         |      | автоматичний гранатомет | Mk 19 Mod 0, Mk 19 Mod 1, Mk 19 Mod 2, Mk 19 Mod 3 | 40-мм гранати | Армія, ПС, КМП, ВМС, ССО | США             |       |
| Mk 47 Striker |      | автоматичний гранатомет | Mk47 Mod 0, Mk47 Mod 1                             | 40-мм гранати | ССО                      | США             |       |

### Ручні гранатомети
| Назва          | Фото | Тип                             | Версії         | Калібр | На озброєнні    | Країна-виробник | Прим. |
| -------------- | ---- | ------------------------------- | -------------- | ------ | --------------- | --------------- | ----- |
| Carl Gustaf M2 |      | ручний протитанковий гранатомет | Carl Gustaf M3 | 84-мм  | Армія, КМП, ССО | Швеція          |       |
| AT4            |      | ручний протитанковий гранатомет | AT-4 CS        | 84-мм  | Армія, КМП, ССО | Швеція          |       |

## ЗРК

### ПЗРК
| Назва          | Фото | Тип  | Версії                                      | На озброєнні             | Країна-виробник | Прим. |
| -------------- | ---- | ---- | ------------------------------------------- | ------------------------ | --------------- | ----- |
| FIM-92 Stinger |      | ПЗРК | FIM-92A, FIM-92B, FIM-92C, FIM-92D, FIM-92G | Армія, ПС, КМП, ВМС, ССО | США             |       |

## Протитанкові засоби

### ПТРК
| Назва           | Фото | Тип  | Версії                                                        | На озброєнні             | Країна-виробник | Прим. |
| --------------- | ---- | ---- | ------------------------------------------------------------- | ------------------------ | --------------- | ----- |
| FGM-148 Javelin |      | ПТРК | FIM-92A, FIM-92B, FIM-92C, FIM-92D, FIM-92G                   | Армія, ПС, КМП, ВМС, ССО | США             |       |
| BGM-71 TOW      |      | ПТРК | BGM-71B, BGM-71C? BGM-71D, BGM-71E, BGM-71F, BGM-71G, BGM-71H | Армія, ПС, КМП, ВМС, ССО | США             |       |
| SMAW            |      | ПТРК | MK153 Mod 0, MK153 Mod 2                                      | КМП                      | США             |       |

## Артилерія

### Міномети
| Назва       | Фото | Тип     | Версії    | Калібр      | На озброєнні | Країна-виробник         | Прим. |
| ----------- | ---- | ------- | --------- | ----------- | ------------ | ----------------------- | ----- |
| M120        |      | міномет |           | 120-мм міни | Армія        | Ізраїль                 |       |
| M224        |      | міномет |           | 60-мм міни  | Армія        | США                     |       |
| M252        |      | міномет | M252A1    | 81-мм міни  | Армія        | Велика Британія/ Канада |       |
| MO-120-RT61 |      | міномет | MO-120-LT | 120-мм міни | КМП          | Франція                 |       |
| Cardom      |      | міномет |           | 120-мм міни | КМП          | Ізраїль                 |       |

### Гаубиці
| Назва | Фото | Тип     | Версії                 | Калібр         | На озброєнні | Країна-виробник | Прим. |
| ----- | ---- | ------- | ---------------------- | -------------- | ------------ | --------------- | ----- |
| M119  |      | гаубиця | M119A1, M119A2, M119A3 | 105-мм снаряди | Армія        | США             |       |
| M777  |      | гаубиця |                        | 155-мм снаряди | Армія, КМП   | Велика Британія |       |